# Hakea corymbosa
Hakea corymbosa är en tvåhjärtbladig växtart som beskrevs av Robert Brown. Hakea corymbosa ingår i släktet Hakea och familjen Proteaceae. Inga underarter finns listade i Catalogue of Life.